# Lathyrus frolovii
Lathyrus frolovii là một loài thực vật có hoa trong họ Đậu. Loài này được Rupr. miêu tả khoa học đầu tiên.